# Anne Imhof
Anne Imhof (née en 1978 à Giessen) est une artiste plasticienne allemande. Son œuvre orientée vers la performance intègre aussi le dessin, la peinture, la musique et l'installation. En 2017, elle a  reçu le Lion d'or pour le meilleur pavillon de la Biennale de Venise.

## Repères biographiques et œuvre
Anne Imhof grandit à Petersberg dans l'arrondissement de Fulda. Elle fréquente l'école Johannes-Hack de Petersberg, le collège catholique Marienschule de Fulda puis le lycée privé catholique Marianum de tradition marianiste. Elle y obtient son baccalauréat en 1997. C'est lors de cours de dessin au Prior Park College de Bath qu'elle développe un intérêt pour l'art.
De 2000 à 2003, elle étudie la communication visuelle avec Heiner Blum à l'université d'art et de design Hochschule für Gestaltung (HfG) d'Offenbach-sur-le-Main. Pour le Festival des jeunes talents du salon d'art contemporain d'Offenbach en 2003, elle présente Private Butterflies. Ce film a été réalisé en collaboration avec la photographe Nadine Fraczkowski, avec qui Anne Imhof continue de travailler.
En 2008, elle s'inscrit à l'École Städel  de Francfort-sur-le-Main. Elle y obtient un prix d'excellence pour son mémoire de fin d'études en 2012, sous la direction de Judith Hopf. Le prix lui est décerné au musée d'art moderne de Francfort-sur-le-Main, où elle est invitée à montrer son travail. School of Seven Bells – 1st of at least four est une performance de 40 minutes incluant un morceau de musique et du chant joué par 14 personnes suivant des mouvements chorégraphiés et improvisés.
En 2013, dans la salle d'exposition Portikus, elle réalise à Francfort sa première exposition personnelle. Elle y montre trois performances : School of Seven Bells, Ähjeii et Aqua Leo. Les performances sont réalisées par neuf femmes et deux ânes. La mise en scène se compose notamment de projections vidéo sur deux écrans et d'un dessin surdimensionné faisant office de plafond suspendu.
En 2013/2014, dans le cadre d'une bourse de la Hesse pour la culture, elle bénéficie d'un atelier-logement à Paris.
En 2015, Anne Imhof a reçu le prix de la Nationalgalerie für junge Kunst pour sa performance Rage. Cette œuvre a été montrée à la gare de Hambourg à Berlin de septembre 2015 à janvier 2016. L'œuvre Deal a été montrée en 2015 au MoMA PS1. Auparavant, la performance Beautiful Balance avait été montrée lors de plusieurs apparitions publiques depuis 2012.
En 2016, Anne Imhof réalise le cycle en trois actes Angst. Angst I est montré en juin 2016 à la Kunsthalle de Bâle, Angst II en septembre 2016 à la gare de Hambourg à Berlin, et le dernier volet, Angst lll, est dévoilé le 19 octobre 2016 dans le cadre de la Biennale de Montréal. L'installation relative à cette performance a ensuite été exposée jusqu'en janvier 2017 au Musée d’art contemporain de Montréal. Ce triptyque se présente comme un opéra en trois actes se composant de musique et de textes mais aussi d'éléments sculpturaux, d'acteurs, de faucons et de drones. À titre d'ouverture du cycle Angst, plusieurs jours de performance et une exposition ont eu lieu au printemps 2016 à la Galerie Buchholz, à Cologne,.
En 2017, Anne Imhof est invitée par la commissaire d'exposition Susanne Pfeffer à proposer une œuvre pour le pavillon allemand de la Biennale de Venise,. Sa performance Faust est récompensée par le Lion d'or du meilleur pavillon national.
À partir du mois d'avril 2021, Anne Imhof réalise une exposition de peinture, musique, performance et installations dans la totalité des espaces du Palais de Tokyo. Elle bénéficie d'une carte blanche du musée avec laquelle elle montre l’amplitude et le caractère protéiforme de sa pratique.
En 2024 le Kunsthaus Bregenz accueille l'exposition Wish You Were Gay d'Anne Imhof. L'exposition, qui s'étend sur les quatre étages du KUB, est un inventaire personnel. L'accent est mis sur un nouveau groupe d'œuvres qui reprend et développe davantage des éléments centraux du répertoire artistique de ‘l’artiste. Wish You Were Gay présente des bas-reliefs, des peintures à l'huile et des sculptures grand format, mais aussi des éléments de scène et des luminaires industriels ainsi que de nouvelles œuvres vidéo. Pour ce faire, Imhof s’est appuyée sur des archives de ses débuts en tant qu’artiste de la scène underground.
Anne Imhof, vit et travaille entre Berlin et Los Angeles.

## Œuvres dans les musées
- Aus der Pranke des Löwen, 2012, installation. Musée d'art moderne de Francfort-sur-le-Main, inv. no 2013/71
- Der innere Kreis wurde der äußere Kreis, 2012. Gravure et peinture acrylique sur Dibon. Musée d'art moderne de Francfort-sur-le-Main, inv. no 2013/73

## Expositions

### Expositions personnelles
- 2024 : WYWG, Wish You Were Gay, Kunsthaus Bregenz, Brégence
- 2022 : YOUTH, Stedelijk Museum, Amsterdam
- 2021 : Natures mortes, Palais de Tokyo, Paris
- 2019 : Sex, Tate Modern, Londres
- 2017 : Biennale de Venise, commissaire Susanne Pfeffer
- 2016 : Angst I, Kunsthalle de Bâle ; Angst II,  Hamburger Bahnhof – Museum für Gegenwart, Berlin[16]; Angst III, Biennale de Montréal-MAC
- 2016 : Ouverture, Galerie Buchholz, Cologne
- 2015 : Deal, MoMa PS1, New York
- 2014 : Anne Imhof : Rage III, Sotsb, Foster-Variation, Carré d'art, de Nîmes (Performance)
- 2013 : Anne Imhof - Sotsb Njyy - New Jersey, Bâle
- 2013 : Portikus, Francfort-sur-le-Main[17]
- 2012 : Beautiful Balance, Kunsthalle de Berne (performance)
- 2011 : 1st of at least four, Mousonturm, Francfort-sur-le-Main

### Expositions collectives
- 2015 : Prix de la galerie nationale, à la gare de Hambourg, Berlin
- 2015 : New Francfort International, Association d'art de Francfort
- 2014 : Boom She Boom, œuvres de la Collection du MMK, MMK, Francfort-sur-le-Main
- 2012 : Zauderberg. Les diplômés de l'École Städel 2012, musée d'art moderne de Francfort-sur-le-Main, bureau de douane

## Enregistrements sonores
- Brand New Gods, en 2016, vinyl, 12”, galerie Buchholz, Cologne

## Prix
- 2017 : Absolut Art Award, Stockholm
- 2017 : Lion d'or de la Biennale de Venise
- 2015 : Prix de la Nationalgalerie
- 2013 : Bourse d'atelier de la fondation régionale de la Hesse[18]
- 2012 : Absolventenpreis de la Städelschule Portikus[19].
- 2012 : ZAC (zonta art contemporain)[20]